# Штреле, Эрнст
Эрнст Штреле (нем. Ernst Strehle, годы жизни неизвестны) — швейцарский шахматист.
Чемпион Швейцарии 1946 г.
В составе сборной Швейцарии участник неофициальной шахматной олимпиады (был запасным участником; известны четыре партии, сыгранные им в данном соревновании, результат — +2-1=1) и нескольких международных матчей (с командами Бельгии, Аргентины и Саара).

## Спортивные результаты
| Год  | Город     | Соревнование                                                    | + | − | = | Результат | Место |
| ---- | --------- | --------------------------------------------------------------- | - | - | - | --------- | ----- |
| 1936 | Мюнхен    | Неофициальная шахматная олимпиада (сборная Швейцарии, запасной) |   |   |   | [ 1 ]     |       |
| 1946 | Винтертур | Чемпионат Швейцарии                                             |   |   |   |           | 1     |
| 1947 | Париж     | Командный турнир                                                |   |   |   |           |       |
| 1950 | Цюрих     | Матч Швейцария — Аргентина (против Хул. Болбочана)              | 1 | 1 | 0 | 1 из 2    |       |
|      |           | Матч Швейцария — Бельгия (против А. Дункельблюма)               | 0 | 0 | 1 | ½ из 1    |       |
| 1951 | Венеция   | Матч Италия — Швейцария (против В. Нестлера)                    | 1 | 0 | 1 | 1½ из 2   |       |
| 1955 | Цюрих     | Матч Швейцария — Саар (против Франца Якоба)                     | 1 | 0 | 0 | 1 из 1    |       |